# Революция 1848—1849 годов в Папской области
Революция 1848—1849 годов в Папской области — буржуазно-демократическая революция в Папской области, одном из 8 итальянских государств; одна из европейских революций 1848—1849 годов. В числе задач революции было установление демократических прав и свобод, ликвидация феодальных пережитков прежде всего в аграрных отношениях.
В ходе революции 8 февраля 1849 года была провозглашена Римская республика. Подавленная силами французских войск Римская республика самораспустилась 4 июля 1849 года.

## Предпосылки
В 1846 году на папский престол вступил Пий IX, объявивший амнистию политических заключённых, отменивший цензуру и пообещавший ввести в Папской области конституцию. Именно по этим первым мерам он был принят как либерал, поэтому с ним связывали свои надежды члены «Молодой Италии», буржуазные либералы, другие слои населения, а Мадзини даже предложил ему возглавить Рисорджименто. Вождь «Молодой Италии» пытался убедить первосвященника, что слова «Господь и революция» должны стать «прекрасной и светлой гармонией, дабы управлять судьбами народов». После восстаний на Сицилии, начавшейся во Франции революции, а затем волнений и введения конституции в Пьемонте, папа Пий IX объявил о введении конституции в Папской области.

## 1848 год, Поддержка Пьемонта в войне с Австрией
К 1848 году Италия состояла из 8 государств с монархическим правлением. Все они, за исключением Сардинского королевства, находились в зависимости от Австрийской империи. Патриоты Италии выступали за изгнание австрийских войск, уничтожение проавстрийски настроенных монархий и объединение всех итальянских государств вокруг Пьемонта во главе с Карлом Альбертом. Под давлением народа и отчасти из личных амбиций 24 марта 1848 года Карл Альберт объявил войну Австрии. Боясь перехода всех плодов победы в руки пьемонтцев и ломбардцев, в войну против Австрии поспешили вступить неаполитанский король и тосканский герцог, послав соответственно 16-ти и 7-тысячные отряды. Папа Пий IX, не рискнувший официально объявить войну Австрии, всё-таки прислал для борьбы против австрийцев 7 тысяч своих бойцов. Однако, по правде, они в основном обеспечивали тыл и практически не принимали участия в боях.
29 апреля 1848 года Пий IX в торжественной речи отказался от командования своими войсками, отзывал их назад и вообще отказался от войны с Австрией. К этому времени он находился в действительно тяжёлом положении под прессингом большинства католических стран и боялся возможного раскола между итальянскими и австрийскими католиками. Речь сделала очевидными противоречивость положения Папы как главы Католической Церкви и в то же время главы одного из итальянских государств, то есть между его духовной и светской властью. Столь поспешный выход из войны вызвал недовольство римлян, ставшее одной из причин революции.

## Начало революции. Установление Римской республики
Несмотря на упущенную восставшими инициативу и наступление австрийцев, реставрацию в Модене и Парме власти герцогов из династии Габсбургов, волнения не утихали ни в одной части страны.
Атмосфера в Риме также была накалена. Росло недовольство папой, «предавшим Италию на поле боя», его нежеланием воевать с оккупантами.
15 ноября 1848 года неизвестным лицом был убит руководитель папской политики граф Пеллегрино Росси, активный противник борьбы с австрийцами, весьма непопулярный в народе. На следующий день жители Рима заполнили улицы, где демонстративно потребовали демократического правительства, социальных реформ и объявления войны Австрийской империи. Папа, не сумев подавить волнения с помощью верных ему наёмников-швейцарцев, был вынужден ввести в правительство буржуазных демократов, но уже 24 ноября бежал из Рима под видом обычного священника в крепость Гаэту под защиту сицилийских Бурбонов.
Восстание ширилось, на помощь восставшим в Папскую область прибыл Гарибальди со своими добровольцами. Именно по его предложению 9 февраля 1849 года в Риме была провозглашена республика. Созданное тогда же Римское Учредительное собрание объявило о лишении папы светской власти. Вся церковная собственность была национализирована, крупное имущество облагалось налогом.

## Перемена ситуации. Борьба с реакцией и интервентами
Неудачи Пьемонта в войне с Австрией быстро отозвались эхом в других регионах страны. Уже к 15 мая 1849 года Фердинанд II подавил восстание и полностью подчинил Сицилию. К этому же времени тосканский герцог Леопольд сумел при поддержке австрийцев вернуть себе власть, ликвидировав 11 апреля 1849 г. Флорентийскую республику. Спешил восстановить свою власть и папа Пий IX. 10 февраля он обратился к правительствам католических Франции, Австрии и Испании с просьбой оказать ему военную помощь.
Президент Франции Луи Наполеон Бонапарт сразу же откликнулся на призыв. Высадив уже 24 апреля в Чивитавеккье 10-тысячную армию, французы подошли к Риму и начали его артиллерийский обстрел. С юга на Рим наступали войска Фердинанда II, с севера — австрийский корпус Радецкого, занявший в мае Болонью. А в порту Террачина вскоре высадился испанский экспедиционный корпус.
Находясь в огненном кольце фронтов, Римская Республика переживала серьёзные внутренние проблемы. Республикой управлял триумвират в составе Карло Армеллини, Джузеппе Мадзини и Аурелио Саффи. В сложной обстановке войны они откладывали проведение аграрной реформы, в то время как крестьяне требовали незамедлительно раздать им конфискованные земли. Вскоре к крестьянам присоединились городские низы, требовавшие повышения зарплаты. Растерянные триумвиры ограничивались лишь декретами, речами и предостережениями против противозаконных захватов земли. Гарибальди предложил свою помощь, требуя, однако, предоставить ему диктаторские полномочия и начать вооружение крестьян. В результате ожесточённых споров с Мадзини он был назначен главнокомандующим вооружёнными силами Республики, но не диктатором, а вот против вооружения крестьян Мадзини решительно возражал. Он справедливо опасался, что они используют его для самовольных конфискаций земель. Это решение предопределило поражение. Малочисленные регулярные войска даже с отрядом Гарибальди не могли противостоять армиям сицилийцев, австрийцев, французов и испанцев общей численностью 40 тысяч человек.

## Осада Анконы
Разбив пьемонтские войска в сражении при Новаре и высвободив часть войск, Радецкий отправил в северный регион Римской республики отряд Франца Вимпфена. К этому времени Анкона и Рим оставалась последними городами, которые продолжали героически сопротивляться войскам интервентов.
Войска Вимпфена заняли Пезаро, Фано, Сенигаллию и достигли крепости Анкона 24 мая. Осадив Анкону, в которой засел революционный гарнизон, 19 июня австрийцы принудили ее сдаться после жестокой бомбардировки.

## Конец революции и ликвидация Республики
3 июня 1849 года французские войска генерала Шарля Удино начали осаду Рима. Гарибальди и его товарищи храбро защищали город до конца июня, когда дальнейшее сопротивление оказалось невозможным. Мадзини вместе с товарищами сложил с себя полномочия и эмигрировал в Лондон. 4 июля национальное собрание признало поражение и объявило о передаче власти папе Пию IX.
Уходя со своим отрядом на юг, Гарибальди обратился к своим волонтёрам: «Солдаты! Тем из вас, кто хочет следовать за мной, я предлагаю голод, холод и зной; никаких вознаграждений, отсутствие казарм и запасов, но форсированные марши и штыковые атаки. Словом, кто любит Родину и славу, пусть идёт со мной!» Им удалось уйти морем, в надежде, что удастся присоединиться к венецианцам, но путь во всё ещё сражающуюся Венецию им преградил австрийский флот. Отступая, Гарибальди смог прорваться в Пьемонт, был там арестован и по настоятельной рекомендации короля Виктора Эммануила II эмигрировал в США.